# Mayor Pete (Dokumentarfilm)
Mayor Pete ist ein Dokumentarfilm von Jesse Moss, der im Oktober 2021 beim Chicago International Film Festival und beim NewFest erstmals gezeigt wurde und im November 2021 weltweit auf Amazon Prime Video veröffentlicht wurde. Der Film beschäftigt sich mit dem politischen Wirken von Pete Buttigieg und dessen Kandidatur innerhalb der Demokratischen Partei um das Amt des US-Präsidenten im Jahr 2020.

## Inhalt und Biografisches

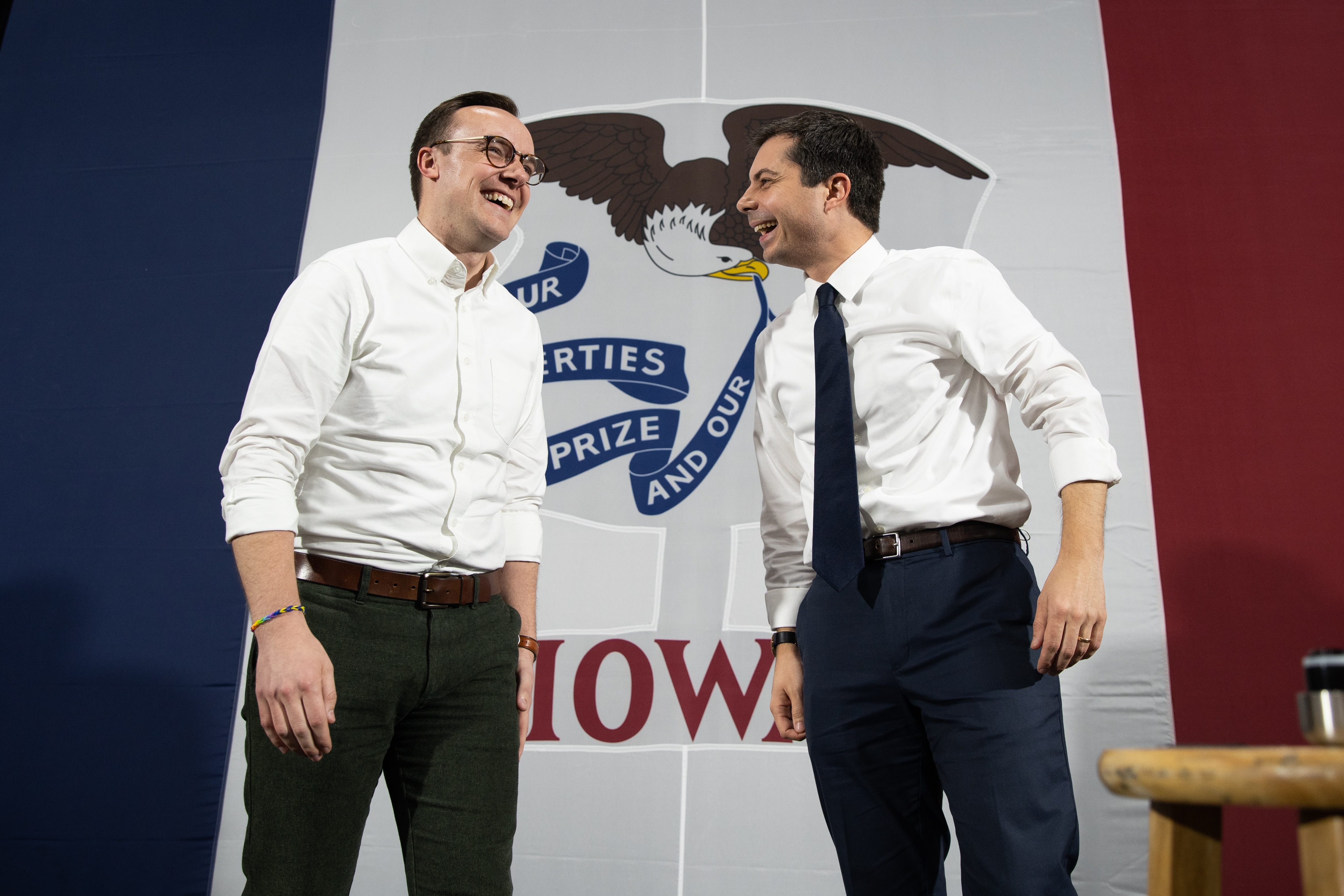
Pete Buttigieg mit seinem Ehemann Chasten 2019

Der Politiker Pete Buttigieg von der Demokratischen Partei war vom Anfang Januar 2012 bis Ende 2019 Bürgermeister seiner Heimatstadt South Bend. Er stellte sich für die Vorwahl seiner Partei zur Präsidentschaftswahl 2020 auf, als erster offen homosexueller Kandidat der Demokraten. Seit Februar 2021 ist Buttigieg Verkehrsminister der Vereinigten Staaten.
Nach sein Studienabschlüssen in Harvard und Oxford war Buttigieg in seine Heimatstadt zurückgekehrt und wurde dort schnell Bürgermeister. während Er war als Reservist der US-Marine als Nachrichtenoffizier in Afghanistan eingesetzt. im Jahr 2015 outete er sich  im Alter von 33 Jahren und heiratete 2018 Chasten Glezman, einen Lehrer und LGBTQ-Aktivisten. Buttigieg war als Bürgermeister der Stadt South Bend mit gutem Beispiel vorangegangen und setzte gezielte Anreize für Geschäfte, um die angeschlagene Wirtschaft anzukurbeln. Zu Beginn seiner Kampagne erklärte er, dass DC davon profitieren könnte, einige der Maßnahmen zu ergreifen, die von den am besten geführten Städten der USA angewendet werden.
Der Film folgt seines Präsidentschaftskampagne vom Frühjahr 2019 bis zu seiner Aufgabe der Kandidatur ein Jahr später. 

## Produktion
Regie führte Jesse Moss, der gemeinsam mit Jeff Seymann Gilbert und Amanda McBaine auch das Drehbuch schrieb. Moss wurde 2021 für seinen Dokumentarfilm Boys State mit einem Emmy auszeichnet. „Einer der Gründe, warum ich den Film machen wollte, ist, dass diese Vorstellung, dass ein Bürgermeister einer kleinen Stadt für das Präsidentenamt kandidiert und dabei durchaus chancenreich sein könnte, fast etwas Frank-Capra-artiges an sich hat“, erklärte Moss zu seinem Film über Buttigieg.
Die Premiere erfolgte am 14. Oktober 2021 beim Chicago International Film Festival. Am darauffolgenden Tag wurde er beim NewFest in New York vorgestellt. Am 12. November 2021 wurde Mayor Pete weltweit auf Amazon Prime Video veröffentlicht. Mayor Pete wurde von den Machern für eine Oscar-Nominierung in der Kategorie Best Documentary Feature eingereicht.

## Auszeichnungen
Critics Choice Documentary Awards 2021
- Nominierung als Best Political Documentary
- Auszeichnung als einer der Most Compelling Living Subjects of a Documentary (Pete Buttigieg)[5]